# Coleophora enchorda
Coleophora enchorda é uma espécie de mariposa do gênero Coleophora pertencente à família Coleophoridae.